# Aurela Gaçe
Aurela Gaçe (Llakatundi, 16 de outubro de 1974) é uma cantora albanesa e tricampeã do Festivali i Këngës. Aurela vive em Nova Iorque, Estados Unidos.

## Festival Eurovisão da Canção
Aurela representou a Albânia no Festival Eurovisão da Canção 2011 em Düsseldorf, Alemanha, com o tema "Kënga ime" 

## Singles
- 2007 - Hape Veten (Canção vencedora do Kenga Magjike 2007)
- 2009 - Mu thane syte
- 2009 - Jehonë (feat. West Side Family)
- 2009 - Bosh
- 2010 - Origjinale (feat. Dr. Flori & Marsel)